# Hylaea anastomosaria
Hylaea anastomosaria är en fjärilsart som beskrevs av Hofer 1920. Hylaea anastomosaria ingår i släktet Hylaea och familjen mätare. Inga underarter finns listade i Catalogue of Life.